# Persone di nome Peter/Scrittori
| Questa pagina contiene informazioni ricavate automaticamente dalle voci biografiche con l'ausilio del template Bio e di un bot. L'aggiornamento è periodico e automatico e ricostruisce completamente la pagina. Se manca una persona in questa lista, sei pregato di non aggiungerla, ma accertati piuttosto che la sua voce biografica contenga il template Bio e che i dati anagrafici siano correttamente compilati. Se il template Bio manca, inseriscilo tu stesso o, in alternativa, metti l'avviso {{tmp\|Bio}} che ne segnala la mancanza. Se i dati riportati sono sbagliati, correggi direttamente la voce biografica; le modifiche saranno visibili in questa lista entro pochi giorni. Per chiarimenti vedi il progetto antroponimi. La lista contiene solo le 62 persone che sono citate nell'enciclopedia e per le quali è stato implementato correttamente il template Bio. Pagina aggiornata al 6 giu 2025. |

Questa è una lista di persone presenti nell'enciclopedia che hanno il nome Peter e sono scrittori.

## A(6)
- Peter Abrahams, scrittore sudafricano (Johannesburg, n. 1919 - Parrocchia di Saint Andrew, † 2017)
- Peter Abrahams, scrittore statunitense (Boston, n. 1947)
- Peter Ackroyd, scrittore britannico (Londra, n. 1949)
- Peter Christen Asbjørnsen, scrittore norvegese (Oslo, n. 1812 - Oslo, † 1885)
- Peter Asmussen, scrittore danese (Frederiksberg, n. 1957 - † 2016)
- Peter Assmann, scrittore austriaco (Zams, n. 1963)

## B(7)
- Peter Bagge, scrittore, disegnatore e fumettista statunitense (Peekskill, n. 1957)
- Peter S. Beagle, scrittore statunitense (n. 1939)
- Peter Bichsel, scrittore svizzero (Lucerna, n. 1935 - Zuchwil, † 2025)
- Peter Blauner, scrittore statunitense (n. 1959)
- Peter V. Brett, scrittore statunitense (n. 1973)
- Peter Brown, scrittore e illustratore statunitense (Hopewell, n. 1979)
- Pascal Mercier, scrittore e filosofo svizzero (Berna, n. 1944 - Berlino, † 2023)

## C(3)
- Peter Cameron, scrittore statunitense (Pompton Plains, n. 1959)
- Peter Carey, scrittore e sceneggiatore australiano (Bacchus Marsh, n. 1943)
- Peter O. Chotjewitz, scrittore, traduttore e avvocato tedesco (Schöneberg, n. 1934 - Stoccarda, † 2010)

## D(4)
- Peter David, scrittore e fumettista statunitense (Fort Meade, n. 1956 - † 2025)
- Pete Dexter, scrittore, giornalista e sceneggiatore statunitense (Pontiac, n. 1943)
- Peter Dickinson, scrittore e poeta britannico (Livingstone, n. 1927 - Winchester, † 2015)
- Peter van Diest, scrittore fiammingo (n. 1454 - † 1507)

## E(3)
- Peter Egge, scrittore norvegese (Trondheim, n. 1869 - Oslo, † 1959)
- Peter Henry Emerson, scrittore e fotografo inglese (La Palma, n. 1856 - Falmouth Cornwall, † 1936)
- Peter Englund, scrittore, storico e saggista svedese (Boden, n. 1957)

## F(1)
- Peter Fröberg Idling, scrittore svedese (Nacka, n. 1972)

## G(2)
- Peter H. Gilmore, scrittore statunitense (New York, n. 1958)
- Peter Gosse, scrittore, saggista e poeta tedesco (Lipsia, n. 1938)

## H(6)
- Peter Handke, scrittore, drammaturgo e saggista austriaco (Griffen, n. 1942)
- Peter Hedges, scrittore, sceneggiatore e regista statunitense (West Des Moines, n. 1962)
- Peter Hessler, scrittore, giornalista e insegnante statunitense (Pittsburgh, n. 1969)
- Peter Ho Davies, scrittore britannico (Coventry, n. 1966)
- Peter Høeg, scrittore danese (Copenaghen, n. 1957)
- Peter Härtling, scrittore e saggista tedesco (Chemnitz, n. 1933 - Rüsselsheim am Main, † 2017)

## J(3)
- Peter James, scrittore e produttore cinematografico britannico (Brighton, n. 1948)
- Peter Jaroš, scrittore, sceneggiatore e drammaturgo slovacco (Hybe, n. 1940)
- Peter Jilemnický, scrittore, giornalista e politico ceco (Letohrad, n. 1901 - Mosca, † 1949)

## K(1)
- Peter B. Kyne, scrittore e sceneggiatore statunitense (San Francisco, n. 1880 - San Francisco, † 1957)

## L(4)
- Peter Martin Lampel, scrittore, sceneggiatore e drammaturgo tedesco (Miłogostowice, n. 1894 - Amburgo, † 1965)
- Peter Levi, scrittore, archeologo e poeta inglese (Ruislip, n. 1931 - Frampton on Severn, † 2000)
- Peter Lovesey, scrittore britannico (Whitton, n. 1936 - † 2025)
- Peter Luke, scrittore, editore e produttore cinematografico britannico (St Albans, n. 1919 - Cadice, † 1995)

## M(4)
- Peter Matthiessen, scrittore e naturalista statunitense (New York, n. 1927 - Sagaponack, † 2014)
- Peter May, scrittore e giornalista scozzese (Glasgow, n. 1951)
- Peter Mayle, scrittore britannico (Brighton, n. 1939 - Aix-en-Provence, † 2018)
- Peter Murphy, scrittore irlandese (Irlanda)

## N(1)
- Peter Nilson, scrittore svedese (Näsby, n. 1937 - † 1998)

## R(6)
- Peter Redgrove, scrittore britannico (Kingston upon Thames, n. 1932 - Falmouth, † 2003)
- Peter Robb, scrittore australiano (Melbourne, n. 1946)
- Peter Robinson, scrittore britannico (Castleford, n. 1950 - Richmond, † 2022)
- Peter Rock, scrittore statunitense (Salt Lake City, n. 1967)
- Peter Rosei, scrittore, traduttore e poeta austriaco (Vienna, n. 1946)
- Peter Rühmkorf, scrittore, poeta e drammaturgo tedesco (Dortmund, n. 1929 - Roseburg, † 2008)

## S(4)
- Peter Schneider, scrittore e sceneggiatore tedesco (Lubecca, n. 1940)
- Peter Seeberg, scrittore danese (Skydstrup, n. 1925 - † 1999)
- Peter Stamm, scrittore e giornalista svizzero (Scherzingen, n. 1963)
- Peter Straub, scrittore e poeta statunitense (Milwaukee, n. 1943 - New York, † 2022)

## T(5)
- Peter Matthew Hillsman Taylor, scrittore statunitense (Trenton, n. 1917 - Charlottesville, † 1994)
- Peter Temple, scrittore australiano (Sudafrica, n. 1946 - Ballarat, † 2018)
- Peter Terrin, scrittore belga (Tielt, n. 1968)
- Peter Tremayne, scrittore britannico (Coventry, n. 1943)
- Peter Turnbull, scrittore britannico (Rotherham, n. 1950)

## W(1)
- Peter Weiss, scrittore e drammaturgo tedesco (Nowawes, n. 1916 - Stoccolma, † 1982)

## Z(1)
- Peter Wessel Zapffe, scrittore e filosofo norvegese (Tromsø, n. 1899 - Asker, † 1990)